# François-Édouard Meloche
Pour les articles homonymes, voir Meloche.

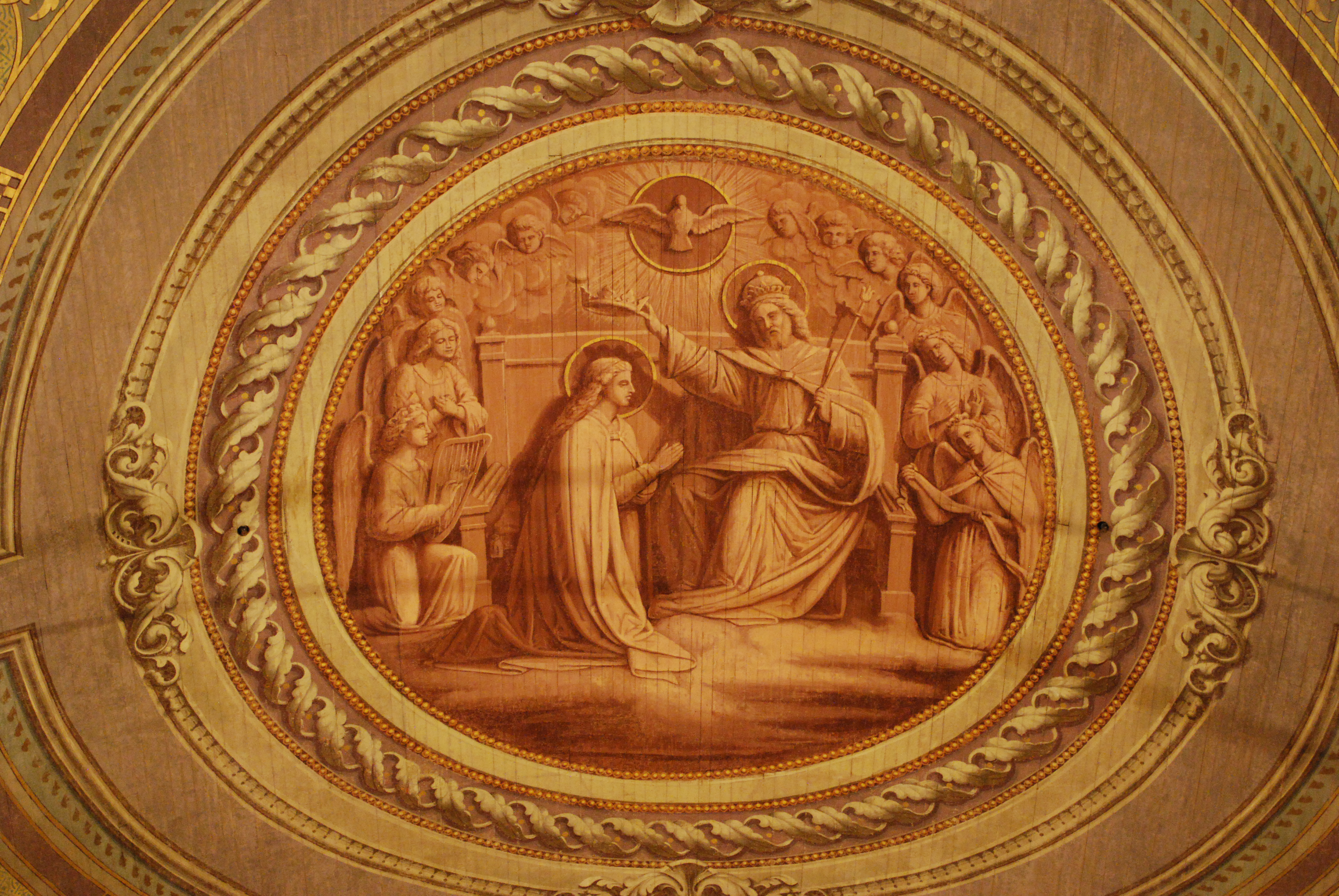
Fresque à la chapelle Notre-Dame-de-Bon-Secours à Montréal.

François-Édouard Meloche (27 décembre 1855 - 15 août 1914) est un peintre et un décorateur québécois.
Natif de Montréal, il est le fils de Charles Meloche, horloger, et de Rose-Mathilde Bohle. Il grandit chez son grand-père et étudie au Collège Sainte-Marie. En peinture, ses maîtres sont Napoléon Bourassa et Joseph Chabert.
La pauvreté de ses parents l'oblige à peindre pour leur permettre de survivre économiquement. Il participe à son premier grand projet dès 1875, alors qu'il travaille à la décoration de la chapelle Notre-Dame de Lourdes de Montréal.
À partir de 1881, il décore plusieurs églises dans les régions de Valleyfield, de Québec et du Bas-Saint-Laurent. Parmi ses plus grandes réalisations figurent les fresques de l'église Notre-Dame-de-la-Visitation de Champlain en 1882-1883 et l'architecture de l'église de Palmer Road à l'île-du-Prince-Édouard en 1892. À la chapelle Notre-Dame-de-Bon-Secours (Montréal), Les huit scènes peintes entre 1886 et 1891 sur la voûte illustrent bien son style pictural. En plus de réaliser de nombreux contrats au Québec, il œuvra aussi en Ontario, au Manitoba, en Saskatchewan ainsi qu'à l'Île-du-Prince-Édouard.
Il a notamment remporté une médaille de l'exposition universelle de Chicago.
Il enseigne au Conseil des arts et manufactures de 1886 à 1899. Il s'inspire du style d'Hippolyte Flandrin et de François-Édouard Picot. Ses disciples sont Napoléon Saint-Charles et Joseph-Charles Franchère.
Il avait épousé Philomène-Lumina Lemoine, ils eurent deux filles.
Sur la quarantaine d'églises décorées au Québec par Meloche, il ne resterait que les suivantes : Notre-Dame-de-la-Visitation (1882-1883) à Champlain, Saint-Michel (1883) à Vaudreuil-Dorion, Notre-Dame-du-Bon-Secours (1886-1891) à Montréal, Notre-Dame-de-Jacques-Cartier (1889) à Québec, Notre-Dame-de-Lourdes à Montréal, Saint-Jean-Baptiste-de-Rouville, Sainte-Marie de Beauce, Saint-Philippe-Apôtre de Brownsburg-Chatham (autrefois appelé Saint-Philippe d'Argenteuil) et Saint-Télesphore (1894), à Saint-Télesphore.
La fin de sa vie passe sous silence et il meurt en 1914.